# Epi Info
Epi Info è un software statistico di pubblico dominio, creato dai Centers for Disease Control and Prevention (CDC) di Atlanta (USA) e diffuso dall'OMS attivamente in tutto il mondo per mettere a disposizione pratiche e tecniche dell'epidemiologia. Epi Info esiste da più di 20 anni ed è continuamente aggiornato per la compatibilità con Microsoft Windows. Il programma è uno strumento giudicato unanimemente flessibile e versatile per condurre indagini epidemiologiche sul campo, raccogliere dati sanitari e condurre analisi di qualsiasi base di dati sulla salute. 
Il software è gratuito e può essere prelevato sia dal sito del CDC, e nella versione italiana, dal Sito italiano di Epi Info
Dal 1998 Epi Info è stato prelevato da più di 2.000.000 di downloads in 180 paesi nel mondo.

## Storia
La prima versione, Epi Info 1, fu inizialmente utilizzata con MS-DOS 5.25 e fu realizzata nel 1985. MS-DOS continuò ad essere l'unico sistema operativo di supporto utilizzabile per far girare il programma.
Epi Info 2000 fu scritto in Visual Basic di Microsoft e diventò la prima versione del programma compatibile con Windows.
L'ultima versione per MS-DOS è stata Epi Info 6.04d, realizzata nel gennaio del 2001.
Epi Info 2000 cambiò la strada dell'immagazzinamento e l'elaborazione automatica dei dati utilizzando il formato di database Microsoft Access, piuttosto che continuare ad usare il formato file plain-text di MS-DOS. 
In seguito, ad Epi Info 2000, seguì Epi Info 2002, ed infine Epi Info 3.0 (nel 2004).
L'ultima versione di Epi info per Windows 98/NT 4.0/2000/XP/Vista è la 3.5.1,realizzata nell'agosto del 2008.

## Cosa fa Epi Info
Una delle più importanti caratteristiche di Epi Info è la rapidità di creazione di un questionario, di costruzione di un procedimento di raccolta dei dati, di un veloce inserimento dei dati nel questionario creato e dell'analisi dei dati. 
Per scopi epidemiologici, così come per una indagine epidemiologica sul campo può essere rapidamente creata una maschera elettronica di raccolta dei dati e realizzare una veloce analisi dei dati raccolti, risparmiando una considerevole quantità di tempo rispetto ad una indagine condotta con materiale cartaceo. 
Epi Info usa tre distinti moduli per svolgere queste funzioni: MakeView, Enter, e Analysis.
Vi sono poi altri programmi come:
- Epimap, che permette la rappresentazione geografica di dati
- EpiReport, per creare report più dettagliati rispetto a quelli creati con le funzioni di analisi
- Nutstat, utilizzato dai pediatri per la malnutrizione nei paesi in via di sviluppo
- Statcalc, calcolatore statistico

## Come funziona
Le maschere per l'inserimento dei dati, chiamate Views, vengono create nel modulo MakeView. Le singole domande possono essere collocate in opportuni campi, posizionati nella schermata e poi incrociati in più pagine. L'utente può definire la domanda d'intestazione ed il formato dei dati che verranno inseriti. Il tipo di dati include numeri, testo, date, tempi, risposte si/no ecc…
Gli utenti possono inoltre creare tendine a discesa, tabelle con codici e campi con commento e caselle di spunta. Una delle potenzialità di MakeView è quella di creare Codici Check. Questi codici permettono di controllare il verificarsi di eventi in corrispondenza di determinate condizioni, creando una personalizzazione del questionario elettronico.
Il modulo Analysis viene usato per analizzare i dati registrati nelle maschere di Epi Info. È possibile importare ed esportare i dati raccolti in formato CSV, Microsoft Excel, Microsoft Access, dBase, FoxPro e altri formati.
Si possono condurre analisi statistiche semplici (distribuzioni di frequenza, medie, percentili, grafici) che forniscono test statistici (come gli intervalli di confidenza, il test T di Student, ANOVA, statistiche non parametriche), e tabelle incrociate e stratificazioni con indicatori come l'odds ratio, il rischio ralativo e il Chi quadro. Inoltre Analysis è in grado di fornire regressioni lineari e logistiche (semplici e multiple), analisi di sopravvivenza (Kaplan Meier e rischio proporzionale di Cox) e analisi per campioni complessi (Cluster).
Il modulo Epi Map permette di distribuire la rappresentazione dei dati secondo riferimenti geografici e coordinate GPS. Il modulo EpiReport può essere usato per revisionare e riformulare le informazioni dei vari strumenti e moduli di Epi Info. Il documento HTML che viene prodotto può essere stampato o direttamente messo in rete o scambiato con altri utenti.
L'utilizzo di Epi Info permette ai professionisti sanitari di produrre un questionario elettronico per registrare i dati raccolti ed effettuare le analisi statistiche e la produzione di relazioni corredate di indicatori. Epi Info consente di avvicinarsi alle tecniche di gestione dei dati e diventare autosufficienti nella ricerca delle risposte ai propri bisogni informativi. Epi Info può essere impiegato come strumento per leggere le banche dati dei propri sistemi informativi, in particolare per mettere a disposizione le proprie conclusioni quantitative e scambiare i risultati delle indagini epidemiologiche svolte.

## Caratteristiche di Epi Info
Epi Info offre l'opportunità di utilizzare un linguaggio tecnico autonomo e proprietario basato sull'epidemiologia, la gestione e lo scambio di dati, favorendo così la condivisione di esperienze, conoscenze e sapere. La rete italiana di Epi Info si è arricchita, negli ultimi anni, di gruppi di professionisti (medici di MG, neurologi, igienisti, medici del lavoro, ostetrici, esperti della qualità, direttori sanitari, ecc.) che lavorano con Epi Info sulle stesse tematiche, ma ciascuno nel proprio ambito, a distanza. L'Associazione Italiana di Epi Info ha tra i propri obiettivi quello di avvicinare i saperi e le conoscenze favorendo lo scambio di esperienze attraverso alcuni strumenti.
Epi Info è compatibile con diversi strumenti informatici quali: 
- Microsoft Access e altri database SQL o ODBC
- Visual Basic, versione 6
- Browser World Wide Web e HTML

Estensibilità, in modo che organizzazioni diverse dal CDC (proprietario dei diritti sul software) possano produrre moduli addizionali

## Sviluppi futuri
La versione 7 è attualmente in fase di sviluppo come progetto open-source, scritto utilizzando il linguaggio di programmazione Microsoft. NET. Entrambe le piattaforme Windows e Linux sono supportate. Il codice sorgente di distribuzione e il contributo avviene attraverso Codeplex. A differenza delle versioni precedenti di Epi Info, tuttavia, la versione 7 entra in uno dei due ambiti: CDC Edition e Community Edition. La Community Edition sarà modificabile da parte degli utilizzatori in generale, mentre il CDC Edition sarà riservata al team di sviluppo di Epi Info. Nel corso del tempo la CDC Edition includerà le modifiche e i miglioramenti apportati per la Community Edition e metteà il CDC in condizioni di valutare il processo di verifica del software. Resta l'approvazione del CDC per autorizzare l'installazione sul computer programma di Epi Info del governo degli Stati Uniti d'America.
EPi Info 7 supporterà i data base MySQL e SQL Server, oltre al tradizionale formato di Microsoft Access. Gli utenti avranno inoltre la possibilità di memorizzare i metadati separatamente dai dati stessi, per esempio, si potrà lasciare il questionario in un file XML, mentre la memorizzazione dei dati raccolti avverrà in un database MySQL. Un programma di utilità e di conversione consentirà la compatibilità dei progetti in Epi 3 con la versione 7.
Inizialmente saranno disponibili con Epi Info 7 solo il modulo MakeView, Enter e Analisi dati. EpiMap, Report e la capacità di modificare il menu saranno aggiunti in seguito.